# Sumber Sari (Sragi)
Sumber Sari is een bestuurslaag in het regentschap Lampung Selatan van de provincie Lampung, Indonesië. Sumber Sari telt 2096 inwoners (volkstelling 2010).